# Abacetus contractus
Abacetus contractus es una especie de escarabajo terrestre de la subfamilia Pterostichinae.  Fue descrito por Maximilien Chaudoir en 1876. 